# Чхве Ду Сон
Чхве Ду Сон (кор. 최두선, 崔斗善, Choi Tu-son, Ch'oe Du-son; 1 листопада 1894 — 9 вересня 1974) — корейський борець за незалежність і політик, восьмий прем'єр-міністр Республіки Корея, представник своєї держави в Генеральній Асамблеї ООН та керівник корейського відділення Червоного Хреста.
Став першим головою уряду за режиму Пак Чон Хі. Був змушений піти у відставку вже за півроку через свою позицію щодо дипломатичних відносин з Японією. Втім приєднатись до опозиції він відмовився, натомість присвятив себе літературі та викладацькій діяльності.